# Phallus rubrovolvatus
Phallus rubrovolvatus is een schimmel behorend tot de stinkzwammen.

## Kenmerken
Phallus rubrovolvatus heeft een fallische vorm en een kenmerkende rode volva. Hij heeft een sterke geur, afkomstig van een kleverige substantie genaamd gleba, die insecten aantrekt. De gleba van deze soort heeft een "fruitige" geur. De insecten verspreiden de sporen door rond te kruipen in de gleba, die aan hun lichamen blijft kleven en later afvalt op andere plaatsen.
De sporen zijn ovaal en meten 3,5-4 x 2-2,5 µm.

## Vergelijkbare soorten
De sluier is vaak korter en het netwerk grover dan bij de Phallus indusiatus-complex en zijn leden in Azië (Japan, China).

## Verspreiding
Het verspreidingsgebied van Phallus rubrovolvatus ligt in Azië.